# Dub Inc
I Dub Incorporation, noti anche come Dub Inc, sono un gruppo francese di genere reggae con influenze ska, dub e dancehall con testi cantati in francese e in lingua cabila (dialetto berbero dell’Algeria) formato nel 1997 a Saint Etienne.
Tramite le proprie canzoni, denunciano la povertà del mondo e la condizione critica dei bambini in Africa.

## Formazione

### Formazione attuale
- Hakim Meridja (aka Bouchkour): cantante, percussionista
- Aurélien Zohou (aka Komlan): cantante, percussionista
- Frédéric Peyron: tastiera
- Idir Derdiche: tastiera
- Moritz Von Korff: basso
- Jérémie Gregeois: chitarra
- Grégory « Zigo » Mavridorakis: batteria
- Benjamin Jouve: tecnico del suono

### Ex componenti
- Mathieu Granjon
- Abdenour Khenoussi

## Discografia

### Album
- 2003 - Diversité (Di-Version/Productions Spéciales)
  - My Freestyle
  - Visions
  - Life (featuring Tiken Jah Fakoly)
  - Rude Boy
  - Murderer
  - Holy Mount
  - Galérer
  - L'échiquier
  - I'n'i soldier
  - Écran total
  - Diversité
  - See Di Youth
- 2005 - Dans le décor (Di-Version/Productions Spéciales)
  - Survie
  - One Shot
  - Monnaie (featuring Lyricson)
  - Chaines
  - A Imma
  - Decor
  - Achatah (featuring Omar Perry)
  - Bla Bla
  - Face a soi
  - Speed (featuring David Hinds of Steel Pulse)
  - La corde raide
  - Never Stop
  - Never More
- 2006 - Live (Diversité)
- 2008 - Afrikya (Diversité) registrato e mixato da Benjamin Jouve presso MCB Studio, Saint-Etienne, France e masterizzato da Jean-Pierre Chalbos presso La Source Mastering, Paris, France
  - Métissage
  - Day after day
  - Do sissi
  - Farafina (feat Bomboro Koss)
  - SDF
  - Tiens bon
  - Djamila
  - Afrikya
  - Jump up again
  - Myself
  - For all di youth
  - Petit soldat
  - Même si
  - Même dub
- 2010 - Hors Controle (Diversité)
  - Tout ce qu'ils veulent
  - Laisse le temps
  - Dos à dos
  - No doubt (featuring Tarrus Riley)
  - Crazy Island
  - Ego.com
  - El Djazzaïr (featuring Jimmy Oihid e Amazigh Kateb)
  - Funambule
  - Bang bang
  - Children
  - On a les armes
  - Fils de
  - Get mad
  - Unité
  - Mélodie
- 2013 - Paradise (Diversité)
  - Revolution
  - Better run
  - Paradise
  - Chaque nouvelle page
  - Partout dans ce monde
  - They want (feat. Skarra Mucci)
  - Foudagh
  - Il faut qu'on ose
  - Sounds good
  - Hurricane
  - Enfants des ghettos (feat. Meta Dia & Alif Naaba)
  - Only love (feat. Jah Mason)
  - Dub controle
- 2015 - Better Run Riddim (Diversité)
- 2015 - Paradise Tour: Live At L'Olympia (Diversité)
- 2016 - So What
  - Grand périple
  - Exil
  - So what
  - No matter where you come from
  - Triste époque
  - Love is the meaning
  - Don't be a victim
  - Maché Bécif
  - Justice
  - Comme de l'or
  - Fêlés
  - Ragga Bizness
  - Rise up
  - Erreurs du passé
- 2019 Millions.

### Raccolte
- 2011 - No Doubt Riddim (Diversité)
  - No Doubt
  - A so wi stay (feat. Capleton)
  - Worlwilde Love (feat. Busy Signal)
  - Put Down Your Gun (feat. Pressure)
  - No War (feat. Tony Curtis)
  - No pam pam (feat. Omar Perry)
  - Day Light (feat. Meta Dia)
  - Nguur (feat. Makkan J)
  - Reggae Lovers (feat. Naptali & Neil Amos)
  - No Control (feat. Uwe Banton & Jahcoustix)
  - No Doubt Version
- 2013 - Summer Mix (Diversité)
  - Paradise
  - Better Run
  - No doubt Riddim
  - Design Riddim
  - Redeemer Riddim
  - Better Day
  - Fight It Riddim
  - Mirage Riddim
  - Rudadub Man Riddim
  - City's Youth Riddim
- 2015 - Better Run Riddim
  - Better Run
  - Let It Be Done (feat. Morgan Heritage)
  - Never Change (feat. Ky-Mani Marley)
  - Under Your Skin (feat. Richie Spice)
  - Today (feat. New Kingston)
  - Solidarity Be Your Friend (feat. Exco Levi)
  - Rise (feat. VC)
  - I Know (feat. Torch)
  - Crying at Me (feat. Raphael)
  - Medication (feat. Skarra Mucci, Teacha Dee & Don Tippa)
  - Better Run Version
- 2016 - They want Riddim
  - Megamix
  - Open up your eyes (feat. Bouchkour (Dub inc) & Jah Sun)
  - Face the Storm (feat. Gentleman & Kabaka Pyramid)
  - They Want (feat. Komlan (Dub inc) & Skarra Mucci)
  - Come Down (feat. Lukie D & Anthony B)
  - Highest (feat. Luciano & Solo Banton)
  - Something to live For (feat. Jah Mason & Adonai (Cidade Verde))
  - Throw the Corn (feat. Denham Smith & Forelock)
  - They Want Version (Instrumental "They Want")